# قصر الانتخابية (بون)

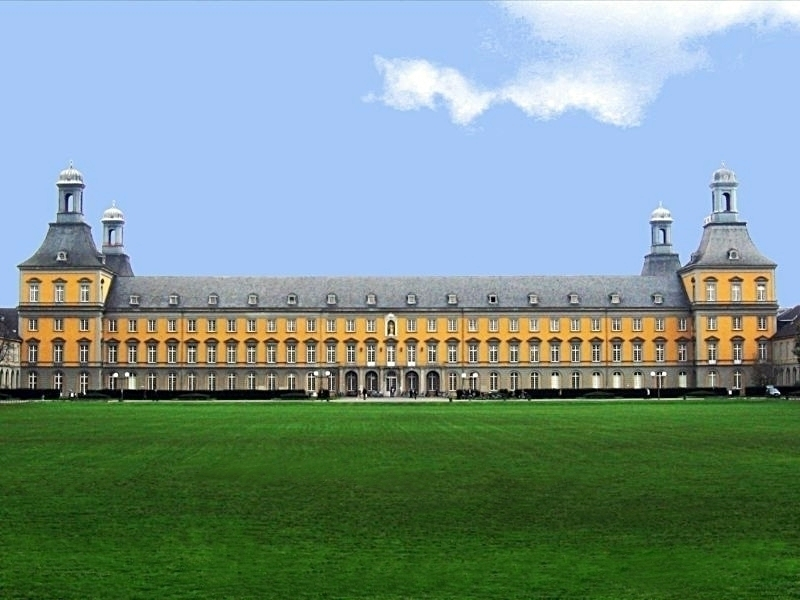
منظر للمبنى

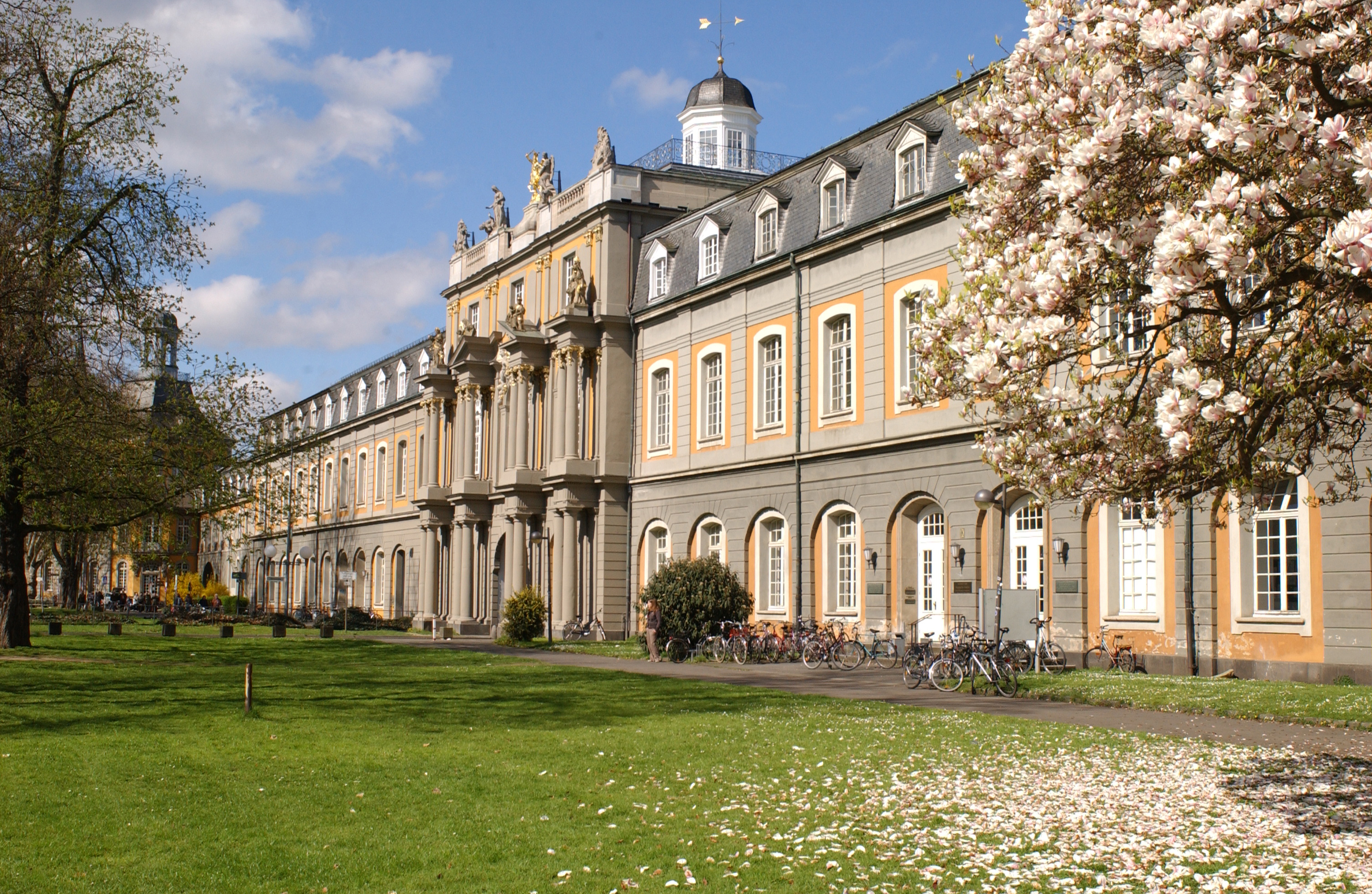
المبنى في 2007

قصر الانتخابية في بون هو السكن السابق لأمير إنتخابية كولونيا. منذ 1818، أصبح المبنى الرئيسي لجامعة بون في وسط المدينة، ومنزلاً لإدارة وأساتذة العلوم الإنسانية واللاهوتية.
قد تم بناءه بواسطة إنريكو زوكالي لأمير الانتخابية جوزيف كليمنس  من 1697 حتى 1705. الـHofgarten وهي حديقة كبيرة في مقدمة المبنى الرئيسي، وهي مكان مشهور للطلبة للالتقاء، والدراسة والإسترخاء. الحديقة كانت مكاناً للمظاهرات السياسية، على سبيل المثال المظاهرة ضد قرار حلف الناتو مزدوج-المسار في 22 أكتوبر 1981، حيث شارك حوالي 250,000 شخص.

## الروابط الخارجية
Coordinates: 50°44′01″N 7°06′10″E / 50.7337°N 7.1027°E